# Дзин Джун
Дзин Джун (на китайски: 靳準; на пинин: Jìn Zhǔn) е държавник от хунската държава Хан Джао, който през 318 година извършва държавен преврат.
Дзин Джун вероятно е етнически китаец, но източниците не са напълно ясни по този въпрос. Първите сведения за него са от 315 година, когато той е офицер в армията на Хан Джао и две негови дъщери става съпруги на владетеля Лю Цун. Друга негова дъщеря е женена за Лю Цан, син на Лю Цун.
Дзин Джун се сближава със своя зет Лю Цан и му помага да отстрани през 317 година своя чичо, престолонаследника Лю Ай, ставайки по този начин наследник на трона. Лю Цун умира през лятото на 318 година и на 1 септември Лю Цан става император, след което убива трима свои братя и няколко други членове на владетелското семейство. По-късно през същата година Дзин Джун извършва преврат и го убива.
След като установява контрол над столицата Пинян, Дзин Джун избива всички членове на рода Лю, които успява да залови. Той изгаря императорския храм и дори изравя от гробовете им предишните владетели Лю Цун и Лю Юен. Той се обявява за княз на Хан и се свързва с империята Дзин, признавайки се за неин васал и очаквайки военни подкрепления.
Веднага след преврата към столицата се насочват войските на лоялния към династията военачалник Шъ Лъ и на братовчеда на Лю Цун Лю Яо, който се обявява за император на Хан Джао. Дзин Джун се опитва да преговаря с тях, но без успех. Изправени пред военен разгром, неговите привърженици го убиват и се предават. След превземането на Пинян Лю Яо избива целия род на Дзин Джун.